# Terrier brasileiro
Terrier brasileiro (brasiliansk terrier) är en hundras från Brasilien. Den är en högbent terrier som på portugisiska även kallas fox paulistinha. Rasen uppstod då välbeställda studenter tog med sig foxterrier och jack russell terrier tillbaka från Europa. Med tiden korsades dessa med lokala hundar ute på storgodsen och en alltmer homogen stam växte fram. En rasstandard skrevs 1964, 1981 bildades en rasklubb i hemlandet och 1995 blev rasen erkänd av Fédération Cynologique Internationale (FCI).
Terrier brasileiro är en mindre hund, 33–40 cm i mankhöjd. Den är lättlärd och trevlig. Den första hunden som kom till Sverige var en hane ifrån Finland som importerades år 2007.